# Élections législatives mauritaniennes de 2023
Les élections législatives mauritaniennes de 2023 se déroulent les 13 et 27 mai 2023 afin d'élire les 176 membres de l'Assemblée nationale de Mauritanie. Des élections municipales et régionales ont lieu simultanément.
Elles sont remportées par le Parti de l'équité du président Mohamed Ould Ghazouani, qui accroit sa majorité à l'assemblée.

## Contexte

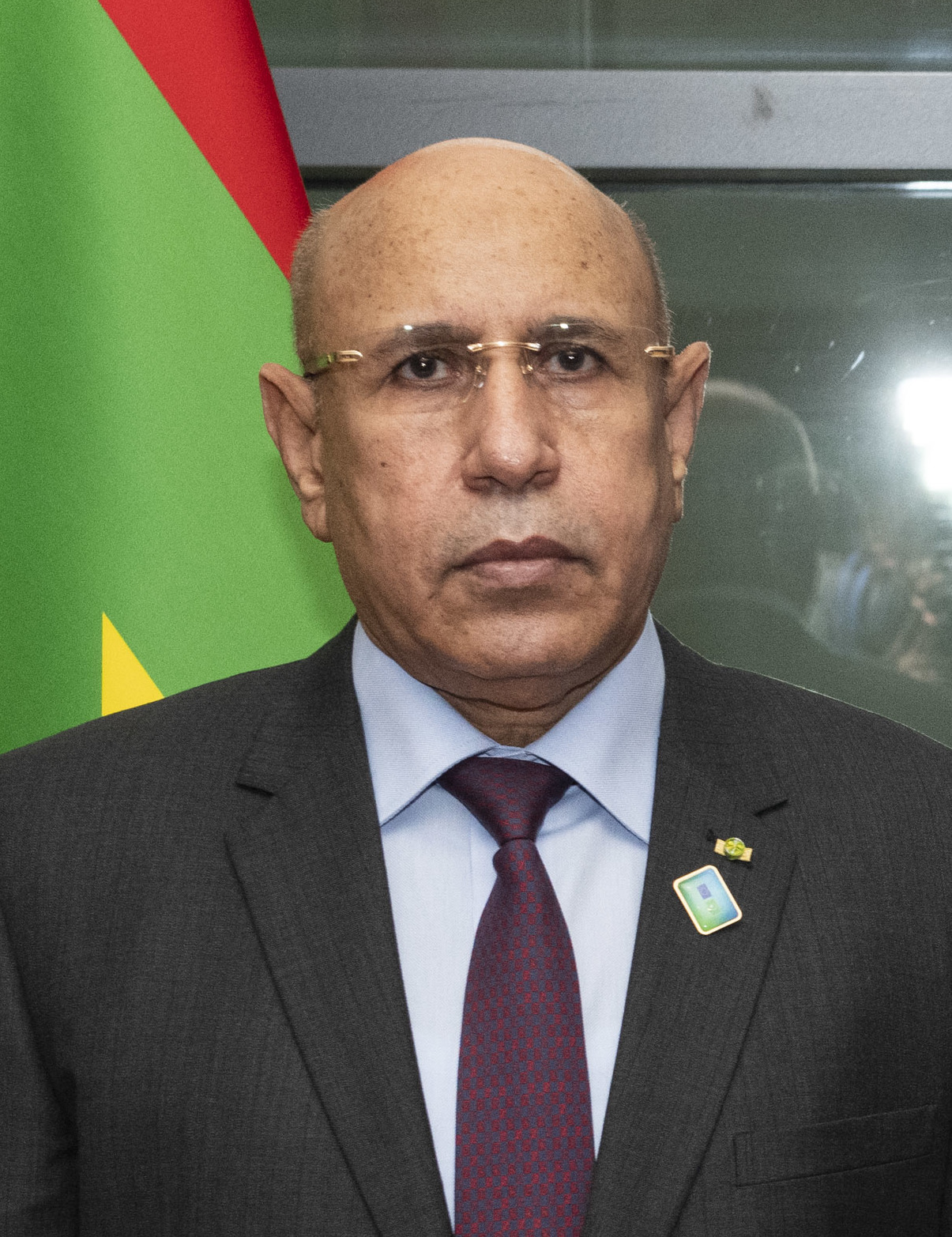
Mohamed Ould Ghazouani

Les élections législative de septembre 2018 voient la victoire de l'Union pour la République, qui accroît sa majorité absolue des sièges. Le scrutin fait suite au référendum constitutionnel du 5 août 2017, qui conduit à l'abolition du Sénat tandis qu'une décentralisation est mise en place avec la création de six régions, dont les conseils régionaux et présidents de régions sont élus en même temps que les députés.
Malgré la victoire de l'Union pour la république, cette dernière échoue à réunir la majorité des deux tiers lui permettant de modifier seule la constitution. L'opposition craint alors qu'une telle révision constitutionnelle soit employée pour permettre au président sortant Mohamed Ould Abdel Aziz de briguer un troisième mandat. La constitution mauritanienne, restée intacte, limitant toujours à deux le nombre de mandats présidentiels, Mohamed Ould Abdel Aziz n'est par conséquent pas candidat à sa réélection lors de l'élection présidentielle de juin 2019, laissant la place à Mohamed Ould Ghazouani,.
Si les opposants prêtent à Mohamed Ould Abdel Aziz l'ambition d'un scénario à la russe destiné à lui permettre de revenir au pouvoir après un mandat de son dauphin Mohamed Ould Ghazouani, le scrutin présidentiel est néanmoins jugé historique,. Mohamed Ould Ghazouani est élu dès le premier tour. L'ex-général et ministre de la Défense recueille ainsi 52 % des suffrages, devant le militant anti-esclavagiste Biram Dah Abeid. Pour la première fois depuis l'indépendance du pays en 1960, une passation de pouvoir a lieu de manière pacifique sans coup d’État, bien qu'entre deux ex-militaires,,.
Ghazouani se distance rapidement de son prédécesseur et facilite son remplacement à la présidence de l'Union pour la République par Sidi Mohamed Ould Taleb Omar. Courant mars 2021, l'ancien président est inculpé pour corruption, blanchiment d'argent et abus d'influence, puis emprisonné trois mois plus tard. Mohamed Ould Abdel Aziz n'en sort finalement qu'en janvier 2022 pour raisons de santé.
Parallèlement, l'appareil du parti se range derrière Mohamed Ould Ghazouani, dénonçant vertement l’héritage du président sortant. Plusieurs partis mineurs fusionnent avec l'UPR, tandis que le nouveau président procède à de nombreux remaniement ministériels, remplaçant notamment le Premier ministre Ismail Ould Bedde Ould Cheikh Sidiya par Mohamed Ould Bilal en août 2020. Ce dernier se maintient en poste malgré une démission présentée en mars 2022 après un discours très critique du chef de l'État à l'encontre de son gouvernement, avant sa reconduite par ce dernier,.
Début juillet 2022, l'UPR fusionne avec plusieurs partis pour fonder le Parti de l'équité. Deux mois plus tard, le gouvernement et l'opposition s'accordent sur une série de réformes électorales dont notamment celle du fonctionnement et de la composition de la Commission électorale nationale indépendante (CENI), ainsi que du système électoral en lui même.

## Mode de scrutin

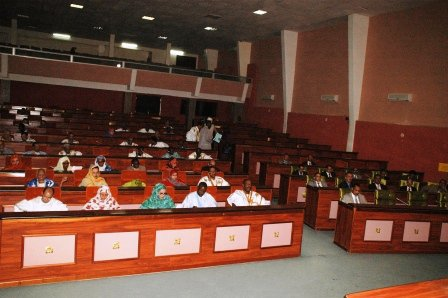
Lieu de réunion

L'Assemblée nationale est l'unique chambre du parlement monocaméral de Mauritanie. Elle est composée de 176 sièges pourvus pour cinq ans selon un mode de scrutin parallèle, les électeurs votant sur quatre bulletins de votes différents. Sur les quatre, le premier donne lieu à une attribution des sièges selon deux systèmes différents en fonction du nombre de sièges à pourvoir dans les circonscriptions.
Sont ainsi à pourvoir 125 sièges dans plusieurs circonscriptions correspondant aux départements à l'exception de la capitale Nouakchott. Cette dernière, qui formait en 2018 la plus grande circonscription avec 18 sièges, a été divisée pour les élections de 2023 en trois circonscriptions de 7 sièges chacune correspondant à ses régions administratives (Wilayas) : Nouakchott-Nord, Nouakchott-Ouest et Nouakchott-Sud. Six nouveaux départements ont par ailleurs été créés depuis le précédent scrutin, faisant ainsi passer le total de sièges de 113 à 125,.
Dans les circonscriptions d'un ou deux sièges, le scrutin utilisé est majoritaire à deux tours. Les partis présentent un candidat ou un binôme de candidats (obligatoirement composé d'un homme et d'une femme) : celui qui reçoit la majorité absolue des suffrages exprimés au premier tour est déclaré élu. À défaut, un second tour est organisé entre les deux candidats ou binômes arrivés en tête. Celui qui réunit le plus de suffrages au second tour remporte le ou les sièges à pourvoir.
Dans les circonscriptions de plus de deux sièges, il est fait recours au scrutin proportionnel plurinominal de liste bloquées. Les partis présentent des listes comportant autant de candidats que de sièges à pourvoir, avec une alternance de candidats de chaque sexe. Après décompte des suffrages, les sièges sont répartis selon la méthode du plus fort reste, sans seuil électoral,,.
À ces 125 sièges se rajoutent 51 autres, également pourvus au scrutin proportionnel plurinominal de listes bloquées mais dans trois circonscriptions nationales superposées couvrant chacune l'intégralité du territoire. Vingt sièges sont ainsi pourvus par des listes réservées aux femmes, onze par des listes réservés aux jeunes, et les vingt restants par des listes ouvertes à tous les candidats. Hormis celles réservées aux femmes, les listes doivent faire alterner des noms de candidats masculins et féminins, et celles des jeunes comporter au moins deux handicapés. Les élections de 2023 sont les premières organisées depuis l'introduction des listes réservés aux jeunes,.
Enfin, quatre sièges devaient être réservés à des représentants des Mauritaniens de l’étranger, élus par la diaspora, mais cette partie de la nouvelle loi électorale a été rejetée par le Conseil constitutionnel le 10 février 2023,.

## Résultats
|                          |                                                                        |                 |                 |                 |               |               |               |       |     |  |  |  |  |  |  |  |  |  |  |
| Partis                   | Partis                                                                 | Proportionnelle | Proportionnelle | Proportionnelle | Autres sièges | Autres sièges | Autres sièges | Total | +/- |  |  |  |  |  |  |  |  |  |  |
| Partis                   | Partis                                                                 | Voix            | %               | Sièges          | C             | F             | J             | Total | +/- |  |  |  |  |  |  |  |  |  |  |
|                          | Parti de l'équité (El Insaf)                                           | 342 153         | 35,25           | 7               | 89            | 7             | 4             | 107   | 14  |  |  |  |  |  |  |  |  |  |  |
|                          | Rassemblement national pour la réforme et le développement (Tewassoul) | 99 431          | 10,24           | 2               | 6             | 2             | 1             | 11    | 3   |  |  |  |  |  |  |  |  |  |  |
|                          | Union pour la démocratie et le progrès (UDP)                           | 58 823          | 6,06            | 1               | 7             | 1             | 1             | 10    | 4   |  |  |  |  |  |  |  |  |  |  |
|                          | Pôle de l'alternance démocratique (PAD)                                | 39 807          | 4,10            | 1               | 2             | 1             | 1             | 5     | 2   |  |  |  |  |  |  |  |  |  |  |
|                          | Front républicain pour l'unité et la démocratie (FRUD)                 | 32 296          | 3,33            | 1               | 4             | 1             | 1             | 7     | Nv  |  |  |  |  |  |  |  |  |  |  |
|                          | Autres partis                                                          | 371 752         | 38,30           | 8               | 17            | 8             | 3             | 36    | –   |  |  |  |  |  |  |  |  |  |  |
|                          | Votes blancs                                                           | 26 291          | 2,71            |                 |               |               |               |       |     |  |  |  |  |  |  |  |  |  |  |
|                          |                                                                        |                 |                 |                 |               |               |               |       |     |  |  |  |  |  |  |  |  |  |  |
| Votes valides            | Votes valides                                                          | 970 553         | 75,88           |                 |               |               |               |       |     |  |  |  |  |  |  |  |  |  |  |
| Votes invalides          | Votes invalides                                                        | 308 433         | 24,12           |                 |               |               |               |       |     |  |  |  |  |  |  |  |  |  |  |
| Total                    | Total                                                                  | 1 278 986       | 100             | 20              | 125           | 20            | 11            | 176   | 19  |  |  |  |  |  |  |  |  |  |  |
| Abstentions              | Abstentions                                                            | 507 462         | 28,41           |                 |               |               |               |       |     |  |  |  |  |  |  |  |  |  |  |
| Inscrits / participation | Inscrits / participation                                               | 1 786 448       | 71,59           |                 |               |               |               |       |     |  |  |  |  |  |  |  |  |  |  |

## Analyse
Le scrutin est une victoire écrasante pour le Parti de l'équité du président Mohamed Ould Ghazouani, qui conserve et accroit sa majorité à l'assemblée. L'organisation du scrutin est par ailleurs entachée de nombreux dysfonctionnements qui provoquent les critiques partagées des partisans de l'opposition et de ceux du gouvernement,.